# Funa fraterculus
Funa fraterculus é uma espécie de gastrópode do gênero Funa, pertencente a família Pseudomelatomidae.